# Illa Zabarny
Illa Borysowycz Zabarny, ukr. Ілля Борисович Забарний (ur. 1 września 2002 w Kijowie) – ukraiński piłkarz, grający na pozycji obrońcy w Paris Saint-Germain w reprezentacji Ukrainy. Uczestnik Mistrzostw Europy 2020 oraz 2024. Wychowanek Dynamo Kijów.

## Kariera klubowa
Jest wychowankiem Dynama Kijów, którego zawodnikiem został w 2015 roku. W pierwszej drużynie tego klubu zadebiutował 11 września 2020 w meczu z Desną Czernihów, zakończonym bezbramkowym remisem.
W styczniu 2023 podpisał pięcioipółletni kontrakt z A.F.C. Bournemouth.

## Kariera reprezentacyjna
Młodzieżowy reprezentant Ukrainy. 1 października 2020 został po raz pierwszy powołany do reprezentacji Ukrainy. W kadrze zadebiutował sześć dni później w przegranym 1:7 towarzyskim meczu z Francją. W dniu meczu miał 18 lat, miesiąc i 6 dni, co czyni go drugim pod względem wieku debiutantem w historii ukraińskiej kadry (młodszy był tylko Serhij Rebrow – 18 lat i 24 dni).